# Anomacanthus
Anomacanthus, monotipični biljni rod iz porodice primogovki smješten u tribus Mendoncieae, dio potporodice Thunbergioideae. Jedina vrsta je A. congolanus, polugrm iz Cabinde, Konga i DR Konga. 

## Sinonimi
- Gilletiella De Wild. & T.Durand; Compt. Rend. Soc. Bot. Belg. 39: 71 (1900)
- Anomacanthus drupaceus R.D.Good; J. Bot. 61: 161 (1923)
- Gilletiella congolana De Wild. & T.Durand; Compt. Rend. Soc. Bot. Belg. 39: 72 (1900)
- Thunbergia attenuata Benoist; Lecomte, Not. Syst. 2: 287 (1912)